# Герберга Иврейская
Герберга Иврейская (итал. Gerberga d'Ivrea; 945, Иврея — 986, Казале-Монферрато) — дочь маркграфа Ивреи и короля Италии Беренгария II из рода Анскаридов, в замужестве — первая маркграфиня Монферрато.

## Биография
Герберга (или Гилберга) Иврейская родилась в 945 году в Иврейской марке. Она была средней дочерью Беренгария II, маркграфа Ивреи и короля Италии и принцессы Виллы III Тосканской.
В 961 году её выдали замуж за Алерамо, сеньора Монферрато, который таким образом пытался укрепить связи с правившей в Италии династией Анскаридов. Однако это не помешало ему в том же году перейти на сторону императора. В 962 году Италия перешла под прямой контроль Священной Римской империи. 23 марта 967 года император Оттон I утвердил за Алерамо и его потомками титул маркграфов Савоны и Монферрато. Таким образом Герберга Иврейская стала первой маркграфиней Монферрато и родоначальницей маркграфов Савоны и Монферрато из династии Алерамичи.
Она умерла в 986 году.

## Семья
В семье Алерамо Монферратского и Герберги Иврейской родились трое детей.
- Гульельмо II Алерамичи, соправитель отца.
- Оттоне I Алерамичи, маркиз Монферрато; женился на Марии Пьяченцской.
- Ансельмо Алерамичи, маркиз Савоны; женился на Гизеле Тосканской.